# Hitech GP
Hitech Grand Prix o Hitech GP (anteriormente Hitech Racing y actualmente Hitech TGR por motivos de patrocinio), es un equipo de automovilismo británico, fundado en 2002 por Dennis Rushen y David Hayle. El equipo comenzó a competir en el campeonato de Fórmula 3 Británica en 2003. En 2023, la escudería presentó su candidatura a la Federación Internacional del Automovilismo (FIA) para entrar en la Fórmula 1 en 2026, pero la propuesta fue finalmente rechazada.
Entre sus pilotos destacan Lucas di Grassi, Max Chilton, António Félix da Costa, Daniel Juncadella, George Russell, Nikita Mazepin, Jake Hughes, Álex Palou, Rinus VeeKay, Dan Ticktum, Jack Doohan, Liam Lawson, Luca Ghiotto, Ayumu Iwasa, Jamie Chadwick, Isack Hadjar, Marta García y Paul Aron, entre otros.

## Historia

### Años recientes
En 2015, Oliver Oakes refundó Hitech GP, y el equipo participó como invitado en las dos rondas finales la Fórmula 3 Europea con Alexander Sims.
En 2016, Hitech unió fuerzas con ART Grand Prix para disputar una temporada completa en F3. George Russell y los novatos Ben Barnicoat y Nikita Mazepin competirán para el equipo. Ralf Aron, Jake Hughes, Enaam Ahmed y Álex Palou, entre otros, compitieron para Hitech en los años siguientes, consiguiendo algunas victorias.
En 2019, el equipo estuvo representado por Jüri Vips en el nuevo Campeonato de Fórmula 3 de la FIA. Él y Leonardo Pulcini lograron cuatro victorias, lo que finalmente resultó en el segundo puesto del equipo, por detrás de Prema Racing, en la clasificación por equipos.
Ese año, el equipo proporcionó un paquete completo de operaciones de carrera a la W Series, incluyendo la preparación, el envío y todos los requisitos en pista. También proporcionó ingenieros de carrera y personal de boxes para cada uno de los coches. Esta colaboración finalizó para la temporada 2021. También operó los monoplazas F4 utilizados en los Motorsport Games de la FIA 2019.

#### Fórmula 2
En enero de 2020, Hitech anunció su expansión al Campeonato de Fórmula 2 de la FIA para la temporada 2020. En su primera temporada, terminaron cuartos en el Campeonato de Equipos, con tres victorias entre los pilotos Nikita Mazepin y Luca Ghiotto.
Antes de la temporada 2021, Ghiotto dejó el equipo y Mazepin se marchó a la Fórmula 1 con Haas. En su lugar, el equipo fichó a Jüri Vips y ascendió a Liam Lawson. Lawson ganó la primera carrera de la temporada y terminó noveno en la general, con su compañero Vips en sexto lugar. Vips permaneció en el equipo durante 2022, y Marcus Armstrong fue contratado para competir junto a él. El equipo terminó quinto en el campeonato.
El equipo cayó al octavo puesto en 2023, con Jak Crawford e Isack Hadjar fuera del top 10. En 2024, Paul Aron logró el mejor puesto final de un piloto de esta escudería: tercero.

#### Fórmula 1
En febrero de 2023, se informó que Hitech había mostrado interés en unirse a la Fórmula 1. En junio de 2023, Hitech anunció que había presentado su solicitud para la temporada 2026. Tras los anuncios de la FIA sobre las solicitudes aceptadas, Hitech no figuraba entre ellas.

#### F1 Academy
En diciembre de 2024, la F1 Academy anunció que Hitech se uniría al campeonato en la temporada 2025 como el sexto equipo, con dos competidores a tiempo completo y un tercer asiento reservado para los pilotos invitados.

## Propiedad
Hitech fue fundada en 2002 por Dennis Rushen y David Hayle como HiTech Racing Ltd. En 2015, Hayle, en asociación con Oliver Oakes, constituyó la empresa y sus activos en una nueva sociedad, Hitech Grand Prix Ltd. En 2016, Hitech hizo temporada completa en la F3 Europea. Tras la incorporación de Nikita Mazepin como piloto, también consiguieron el patrocinio de la empresa de fertilizantes rusa Uralkali, y la propiedad parcial de Dmitry Mazepin. Durante los años siguientes, Mazepin aumentó su participación a través de la empresa de inversión chipriota Bergton Management Ltd hasta el 75 %.
En marzo de 2022, tras la guerra de Rusia contra Ucrania, las acciones de Bergton Management Ltd fueron cedidas a Oakes, quien asumió el control total de la empresa. Oakes había constituido una nueva empresa, Hitech Global Holdings Ltd, el 11 de marzo de 2022 para asumir el control de las acciones. Esta empresa se constituyó tan solo tres días después de que Mazepin y su hijo fueran sancionados tanto por el Gobierno del Reino Unido como por la Unión Europea, lo que provocó cuestionamientos en el Parlamento británico sobre el efecto de las sanciones contra Rusia. En mayo de 2025, el hermano de Oakes, William, director de Hitech, fue arrestado cerca de Silverstone Park, acusado de «transferencia de bienes ilícitos» y de haber sido hallado con «una gran cantidad de dinero en efectivo». Tras el arresto de William, se informó que Oakes voló a Dubái después del Gran Premio de Miami de 2025.

## Resultados

### Categorías actuales

#### Campeonato de Fórmula 2 de la FIA
(Clave) (negrita indica pole position) (cursiva indica vuelta rápida puntuable)

| Año  | Chasis                              | Neu. | N.º | Pilotos        | 1    | 1    | 2    | 2    | 3   | 3   | 4    | 4    | 5    | 5    | 6   | 6   | 7   | 7   | 8   | 8   | 9   | 9   |     |     |     |     |     |     | Puntos | Pos. | Ref.   |
| ---- | ----------------------------------- | ---- | --- | -------------- | ---- | ---- | ---- | ---- | --- | --- | ---- | ---- | ---- | ---- | --- | --- | --- | --- | --- | --- | --- | --- | --- | --- | --- | --- | --- | --- | ------ | ---- | ------ |
| 2020 | Dallara F2 2018 Mecachrome V6 Turbo | P    |     |                | SPI1 | SPI1 | SPI2 | SPI2 | BUD | BUD | SIL1 | SIL1 | SIL2 | SIL2 | BAR | BAR | SPA | SPA | MNZ | MNZ | MUG | MUG |     |     |     |     |     |     | 270    | 4.º  | [ 21 ] |
| 2020 | Dallara F2 2018 Mecachrome V6 Turbo | P    | 24  | Nikita Mazepin | 14   | 10   | 14   | 8    | 2   | 5   | 1    | 5    | 4    | 8    | 13  | 6   | 2   | 4   | Ret | 8   | 1   | 18  |     |     |     |     |     |     | 270    | 4.º  | [ 21 ] |
| 2020 | Dallara F2 2018 Mecachrome V6 Turbo | P    | 25  | Luca Ghiotto   | DNS  | Ret  | 11   | 10   | 4   | 1   | 17   | 19†  | 13   | 10   | 8   | 2   | 9   | 5   | 2   | 15  | 2   | Ret |     |     |     |     |     |     | 270    | 4.º  | [ 21 ] |
| 2021 | Dallara F2 2018 Mecachrome V6 Turbo | P    |     |                | 1    | 1    | 1    | 2    | 2   | 2   | 3    | 3    | 3    | 4    | 4   | 4   | 5   | 5   | 5   | 6   | 6   | 6   | 7   | 7   | 7   | 8   | 8   | 8   | Puntos | Pos. | Ref.   |
| 2021 | Dallara F2 2018 Mecachrome V6 Turbo | P    |     |                | SAK  | SAK  | SAK  | MON  | MON | MON | BAK  | BAK  | BAK  | SIL  | SIL | SIL | MNZ | MNZ | MNZ | SOC | SOC | SOC | YED | YED | YED | YMC | YMC | YMC | 143*   | 4.º* | [ 22 ] |
| 2021 | Dallara F2 2018 Mecachrome V6 Turbo | P    | 7   | Liam Lawson    | 1    | Ret  | 3    | 9    | DSQ | 7   | Ret  | 7    | 6    | 7    | 5   | 11  | 5   | 4   | Ret | Ret | C   | 7   | 2   | Ret | 9   | 5   | 6   | 20† | 143*   | 4.º* | [ 22 ] |
| 2021 | Dallara F2 2018 Mecachrome V6 Turbo | P    | 8   | Jüri Vips      | 10   | 16   | 13   | 5    | 3   | 8   | 8    | 1    | 1    | 2    | 6   | 7   | 8   | 6   | Ret | 2   | C   | Ret | 3   | Ret | 6   | 12  | Ret | 8   | 143*   | 4.º* | [ 22 ] |

- * Temporada en progreso.

#### Campeonato de Fórmula 3 de la FIA
(Clave) (negrita indica pole position) (cursiva indica vuelta rápida puntuable)

| Año   | Chasis                                | Neu. | N.º | Pilotos          | 1    | 1    | 2    | 2    | 3   | 3   | 4    | 4    | 5    | 5    | 6   | 6   | 7   | 7   | 8   | 8   | 9   | 9   |     |     |     | Puntos | Pos.   | Ref.   |
| ----- | ------------------------------------- | ---- | --- | ---------------- | ---- | ---- | ---- | ---- | --- | --- | ---- | ---- | ---- | ---- | --- | --- | --- | --- | --- | --- | --- | --- | --- | --- | --- | ------ | ------ | ------ |
| 2019  | Dallara F3 2019 Mecachrome V634 3.4 L | P    |     |                  | BAR  | BAR  | LEC  | LEC  | SPI | SPI | SIL  | SIL  | BUD  | BUD  | SPA | SPA | MNZ | MNZ | SOC | SOC |     |     |     |     |     | 223    | 2.º    | [ 23 ] |
| 2019  | Dallara F3 2019 Mecachrome V634 3.4 L | P    | 20  | Leonardo Pulcini | 20   | 21   | Ret  | 12   | 9   | 5   | 4    | 1    | 7    | 2    | 7   | 7   | 10  | 6   | 4   | 17  |     |     |     |     |     | 223    | 2.º    | [ 23 ] |
| 2019  | Dallara F3 2019 Mecachrome V634 3.4 L | P    | 21  | Jüri Vips        | 6    | 2    | 4    | 17   | 1   | 6   | 1    | 13   | 4    | 4    | 5   | 21  | Ret | 11  | 8   | 1   |     |     |     |     |     | 223    | 2.º    | [ 23 ] |
| 2019  | Dallara F3 2019 Mecachrome V634 3.4 L | P    | 22  | Ye Yifei         | 22   | Ret  | 13   | 22   | 20  | Ret | 12   | 11   | 18   | 22   | 15  | 10  | Ret | 19  | 13  | 6   |     |     |     |     |     | 223    | 2.º    | [ 23 ] |
| 2020  | Dallara F3 2019 Mecachrome V634 3.4 L | P    |     |                  | SPI1 | SPI1 | SPI2 | SPI2 | BUD | BUD | SIL1 | SIL1 | SIL2 | SIL2 | BAR | BAR | SPA | SPA | MNZ | MNZ | MUG | MUG |     |     |     | 167    | 4.º    | [ 24 ] |
| 2020  | Dallara F3 2019 Mecachrome V634 3.4 L | P    | 4   | Max Fewtrell     | 12   | 10   | 14   | 7    | 11  | 11  | Ret  | 20   | 16   | 12   | 17  | Ret | 22  | Ret | 18  | 6   |     |     |     |     |     | 167    | 4.º    | [ 24 ] |
| 2020  | Dallara F3 2019 Mecachrome V634 3.4 L | P    | 5   | Liam Lawson      | 6    | 1    | 8    | Ret  | Ret | Ret | 1    | 7    | 3    | 5    | 2   | 7   | 7   | 3   | 6   | 7   | 10  | 1   |     |     |     | 167    | 4.º    | [ 24 ] |
| 2020  | Dallara F3 2019 Mecachrome V634 3.4 L | P    | 6   | Dennis Hauger    | 15   | 22   | 18   | 12   | 8   | 3   | 16   | 17   | Ret  | 20   | 18  | 26  | 15  | 19  | 12  | 15  | 14  | 12  |     |     |     | 167    | 4.º    | [ 24 ] |
| 2021* | Dallara F3 2019 Mecachrome V634 3.4 L | P    |     |                  | 1    | 1    | 1    | 2    | 2   | 2   | 3    | 3    | 3    | 4    | 4   | 4   | 5   | 5   | 5   | 6   | 6   | 6   | 7   | 7   | 7   | Puntos | Pos.   | Ref.   |
| 2021* | Dallara F3 2019 Mecachrome V634 3.4 L | P    |     | BAR              | BAR  | BAR  | FRA  | FRA  | FRA | SPI | SPI  | SPI  | BUD  | BUD  | BUD | SPA | SPA | SPA | ZAN | ZAN | ZAN | SOC | SOC | SOC | 86* | 5.º*   | [ 25 ] |        |
| 2021* | Dallara F3 2019 Mecachrome V634 3.4 L | P    | 10  | Jak Crawford     | 13   | 9    | 18   | 11   | 14  | 10  | 8    | Ret  | 26   | 26   | 21  | 15  | 2   | 12  | 12  | 4   | 8   | 7   | 11  | C   | 86* | 5.º*   | [ 25 ] | 5      |
| 2021* | Dallara F3 2019 Mecachrome V634 3.4 L | P    | 11  | Ayumu Iwasa      | 14   | 7    | 15   | 8    | 9   | 7   | DSQ  | 14   | 6    | 1    | 10  | 12  | 15  | 11  | 13  | 3   | Ret | 11  | 10  | C   | 86* | 5.º*   | [ 25 ] | 9      |
| 2021* | Dallara F3 2019 Mecachrome V634 3.4 L | P    | 12  | Roman Staněk     | 16   | 12   | 10   | 26   | 19  | 15  | 11   | 4    | 12   | 11   | 3   | 24  | 3   | 13  | 15  | 27  | 15  | 13  | 13  | C   | 86* | 5.º*   | [ 25 ] | 26     |

- * Temporada en progreso.

#### Campeonato de Fórmula Regional de Medio Oriente
| Temporada | Monoplaza        | Pilotos           | Carreras | Victorias | Poles | VR | Puntos | Pos. | Pos. |
| --------- | ---------------- | ----------------- | -------- | --------- | ----- | -- | ------ | ---- | ---- |
| 2023      | Tatuus F.3 T-318 | Sebastián Montoya | 15       | 0         | 0     | 0  | 12     | 21.º | 7.º  |
| 2023      | Tatuus F.3 T-318 | Gabriele Minì     | 6        | 0         | 1     | 0  | 10     | 22.º | 7.º  |
| 2023      | Tatuus F.3 T-318 | Luke Browning     | 6        | 0         | 0     | 0  | 8      | 26.º | 7.º  |
| 2023      | Tatuus F.3 T-318 | Jak Crawford      | 3        | 0         | 0     | 0  | 4      | 28.º | 7.º  |
| 2023      | Tatuus F.3 T-318 | Daniel Mavlyutov  | 15       | 0         | 0     | 0  | 0      | 32.º | 7.º  |